# Makoto Fudžita (chemik)
Makoto Fudžita (japonsky 藤田 誠, Fudžita Makoto; * 1957 Tokio) je japonský chemik zabývající se supramolekulární chemií koordinačních sloučenin.

## Přehled

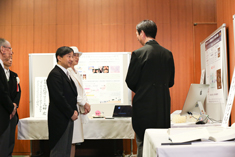
Makoto Fudžita s císařem Naruhitem a císařovnou Masako (v budově Japonské akademie dne 17. června 2019)

Makoto Fudžita je profesorem při Oddělení aplikované chemie na Tokijské univerzitě. Jeho publikace se primárně zaměřují na vícesložkovou montáž tzv. velkých koordinačních klecí (multicomponent assembly of large coordination cages). Sloučeniny navržené a syntetizované jeho výzkumnou skupinou bývají označovány jako trojrozměrné syntetické receptory, krystalické houby, coordination assemblies (koordinační shromáždění), molecular paneling (molekulární obložení), molecular flasks (molekulární baňky), nebo coordination capsules (koordinační kapsle).
Spolu s Omarem Yaghim sdílí Wolfovu cenu za chemii za rok „za pojetí principů montáže zaměřené na kov vedoucí k velkým vysoce porézním komplexům“ (for conceiving metal-directed assembly principles leading to large highly porous complexes).

## Uznání

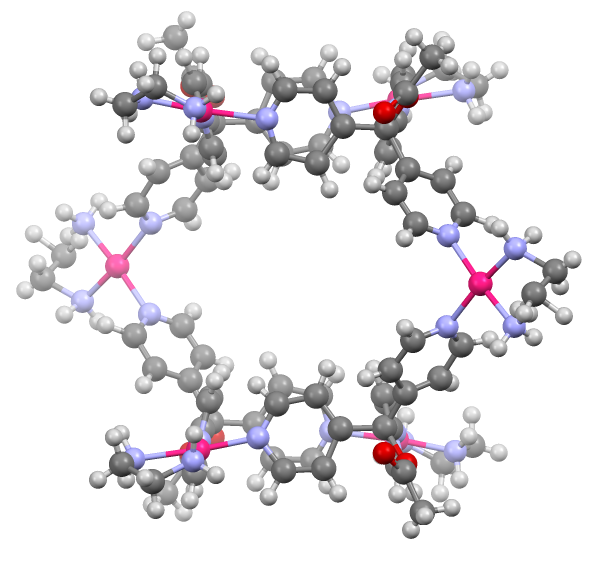
Struktura Fudžitového {[Pd(en)] 6L _{4} _{}} ^{12+} (en = ethylendiamin, L = tripyridiniový ligand CH3CO2C(C5H4N)3).

- 1994 – Cena za pokrok v syntetické organické chemii, Japonsko
- 2000 – Division Award of Chemical Society of Japan (organická chemie)
- 2001 – Japonská vědecká cena IBM
- 2009 – The Commendation for Science and Technology by the MEXT Prizes for Science and Technology
- 2010 – 7. cena Lea Esakiho
- 2010 – Thomson Reuters Research Front Award
- 2011 – 3M Lectureship Award (The Univerzita Britské Kolumbie)
- 2012 – Kharasch Lecturers (The Chicagská univerzita )
- 2013 – Arthur C. Cope Scholar Award
- 2013 – Cena Japonské chemické společnosti (CSJ)
- 2013 – hostující profesor Merck-Karl Pfister (cena MIT Lectureship Award)
- 2014 – Medaile s fialovou stuhou
- 2014 – Medaile Freda Basola (Severozápadní univerzita)
- 2018 – Wolfova cena za chemii
- 2020 – Clarivate Citation Laureate